# Christian Kiehl
Christian Kiehl (* 22. Oktober 1949; † 26. Januar 2014) war ein deutscher Skispringer.

## Werdegang
Kiehl, der für den SC Traktor Oberwiesenthal sprang, feierte seinen ersten Erfolg beim Springen auf der Inselbergschanze 1969, bei dem er 89,5 Metern einen neuen Schanzenrekord aufstellte, den er kurz darauf auf 94 Meter verbesserte. Sein internationales Debüt gab er am Ende des gleichen Jahres bei der Vierschanzentournee 1969/70. Bereits beim Auftaktspringen auf der Schattenbergschanze in Oberstdorf landete er überraschend auf dem sechsten Platz. Auf der Großen Olympiaschanze in Garmisch-Partenkirchen erreichte er Rang sieben. Nach einem schwachen 41. Platz in Innsbruck schloss er die Tournee mit dem 12. Platz auf der Paul-Außerleitner-Schanze in Bischofshofen ab. In der Gesamtwertung erreichte er damit Rang 13.
Bei den DDR-Meisterschaften 1970 gewann Kiehl hinter Horst Queck und Jürgen Dommerich Bronze von der Normalschanze.
Bei der Vierschanzentournee 1971/72 versuchte Kiehl noch einmal an den Erfolg aus der Saison 1969/70 anzuknüpfen, landete aber in allen Springen weit abgeschlagen von der Weltspitze. Seine daher letzte Tournee schloss er am Ende auf dem 53. Platz ab.
Nach seiner Sportkarriere arbeitete er für die Stadtverwaltung Oberwiesenthal und war zeitweise für diese als Kurdirektor tätig.

## Erfolge

### Vierschanzentournee-Platzierungen
| Saison  | Platz | Punkte |
| ------- | ----- | ------ |
| 1969/70 | 13.   | 847,6  |
| 1971/72 | 53.   | 746,1  |